# Schiffswerft Fischer
Die Schiffswerft Fischer ist eine Schiffswerft in Mukrena an der Saale, einem Ortsteil der Stadt Könnern im Salzlandkreis in Sachsen-Anhalt. Das Dorf Mukrena liegt rechts der Saale gegenüber der Stadt Alsleben (Saale). 

## Geschichte
Die Werft wurde Anfang des 20. Jahrhunderts als Karl-Grieseler-Werft gegründet, als Karl Grieseler sie von August Jersch in Mukrena übernahm. Am 12. August 1913 lief der erste eiserne Kahn dieser Werft vom Stapel. Grieselers Werft blühte auf, und im Jahre 1920 pachtete er auch den städtischen Schiffbauplatz am Winterhafen Magdeburg. Hier bestand ab den 1870er Jahren bis zur kriegsbedingten Schließung 1915 eine von verschiedenen Eignern betriebene Werft. Grieselers Werft in Mukrena wurde von seinem Schwiegersohn weiterbetrieben. Doch beide Werften arbeiteten unter Grieselers Leitung eng zusammen, so eng, dass die Baulisten Magdeburg und Mukrena gemeinsam geführt wurden. Es ist daher nicht immer klar, welches Schiff wo gebaut wurde. 1930 expandierte Grieseler auch noch auf das Gelände an der südwestlichen Stirnseite des Magdeburger Winterhafens. Dort war 1881/1882 die Preußische Staatswerft errichtet worden.
Bis 1956 war die Werft in Privatbesitz, danach wurde sie halbstaatlich und ab 1972 ging sie über in den VEB Schiffswerft Mukrena. Nach der Wende 1990 kam die Werft wieder in privaten Besitz, aber die schlechte Auftragslage und viele Außenstände trieben die Firma im Dezember 1996 in die Insolvenz. Bis auf die Slipanlage wurden sämtliche Maschinen an eine niederländische Schrottfirma verkauft. Das verbliebene Eigentum ging an Bernd Fischer über, der am 1. Februar 1997 die Schiffswerft Mukrena übernahm und sie als Schiffswerft Fischer fortführte. 

### Aktuelle Daten
Die Schiffswerft Fischer verlegte sich zunächst auf Schiffsreparaturen. Sie ist die einzig verbliebene Werft an der Saale, ein Familienbetrieb und hat derzeit zehn Angestellte und zwei Auszubildende. Auf rund 6000 m² Werksgelände befinden sich eine Schiffbauhalle, ein Schlossereigebäude und eine Slipanlage mit 7 Querslipwagen und einer Längsslipanlage. Zur Bootsverladung werden firmeneigene 45-t-Autokrane benutzt. Die Arbeiten der Werft umfassen inzwischen neben Reparaturen und Schiffserviceleistungen auch die Erstellung von Schwimmsteg- und Wasserkraftanlagen sowie spezielle Schiffsneubauten und Schiffsumbauten wie beispielsweise die Motorenumrüstung der Bad Kösen im Jahr 2022.

### Bekannte Schiffe
Unter den bekanntesten im VEB Schiffswerft Mukrena gebauten Schiffen sind die in den Jahren 1969 bis 1980 gebauten acht Fahrgastschiffe der „Stadtbezirksklasse 2“, die alle noch heute in Berlin, auf der Müritz und auf den Schweriner Seen unterwegs sind. Die Baureihe bestand aus dem 1967–1969 gebauten 32,7 m langen „Probeschiff“ Treptow, das man für den Berliner Raum als zu kurz und wegen der dortigen Brücken zu hoch befand, und den daraufhin erheblich modifizierten und etwa 7 m längeren und ab 1972 gebauten sieben Einheiten der eigentlichen Serie. Dies waren die Fontane und die Richard Wossidlo für die Weiße Flotte Müritz in Waren sowie für Berlin die Köpenick, die Friedrichshain, die Lichtenberg, die Pankow und die Prenzlauerberg. Bei 39,5 m Länge, 5,10 m Breite und 0,95 m Tiefgang hatten sie eine Passagierkapazität von rund 300 Personen auf zwei Decks. Die hatten Z-Antrieb und zwei SKL-Dieselmotoren mit jeweils 76 kW (104 PS), was ihnen eine Reisegeschwindigkeit von 12 km/h ermöglichte.

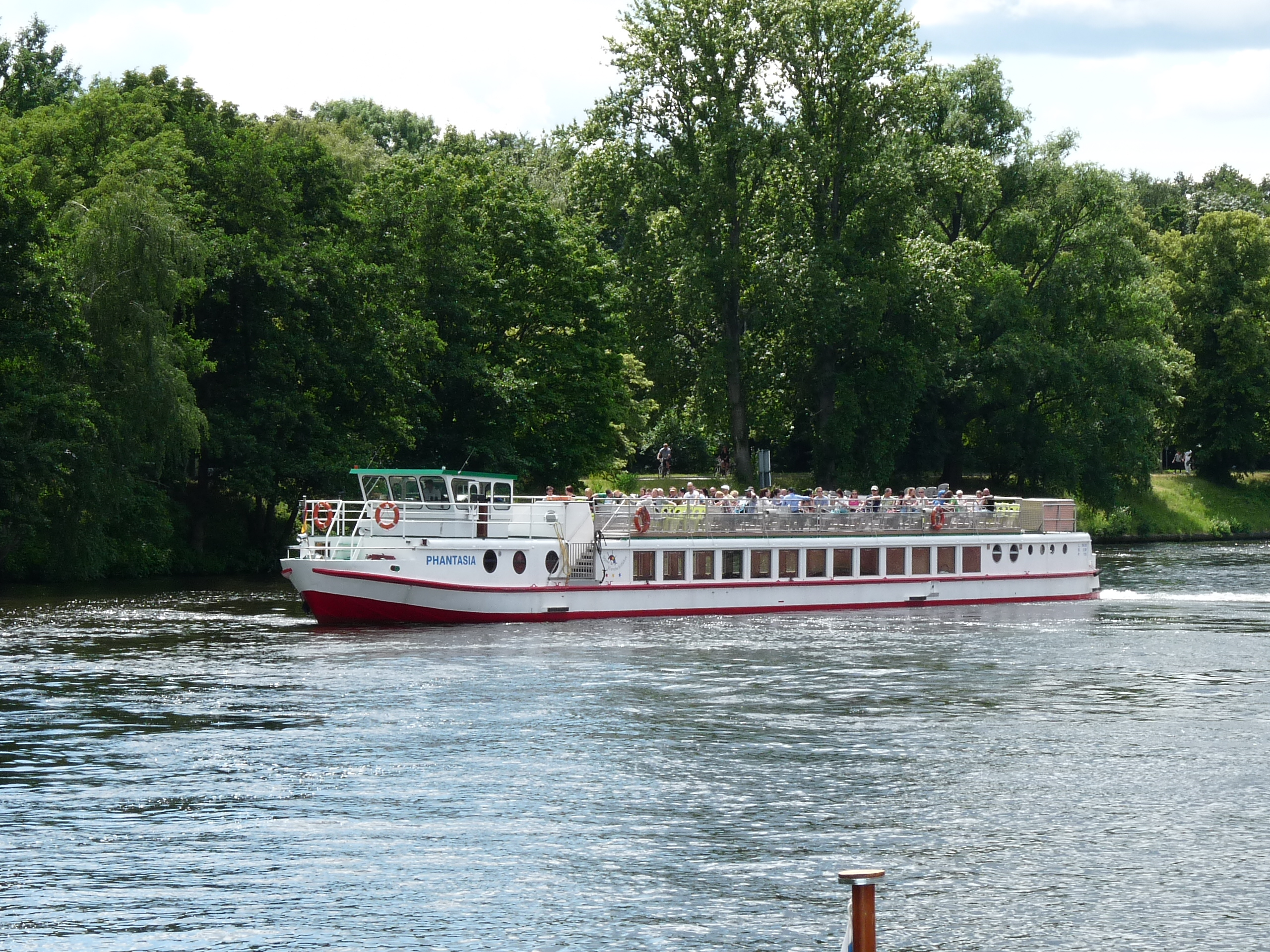
Die Phantasia (früher Richard Wossidlo)
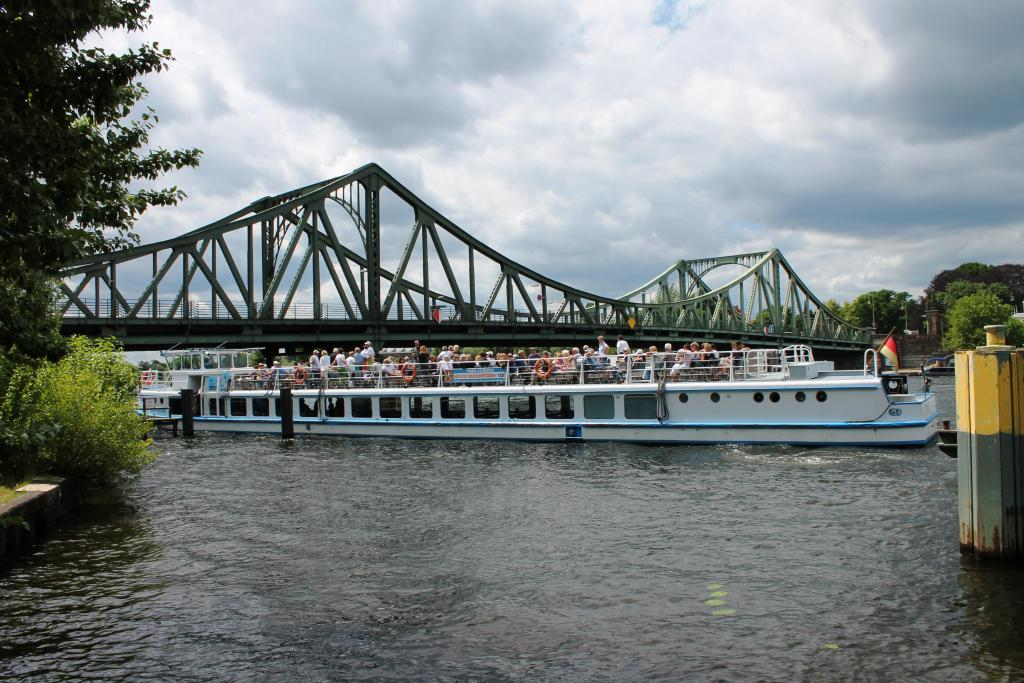
Die Lichtenberg, ein Schiff der Stadtbezirksklasse 2 vor der Glienicker Brücke, Berlin

Eine zweite bekannte Schiffsreihe des VEB Schiffswerft Mukrena waren die Motorschlepper des Typs „Mukrena“ wie die Bernburg, die Plau, die Barby, die Derben, die Schwerin und die Torgau.

## Film
- Der unvollendete Mittellandkanal. Die unglaubliche Geschichte eines verlockenden Wasserweges. Dokumentarfilm, Deutschland, 2022, 44:51 Min., Buch und Regie: Dirk Schneider, Produktion: MDR, Reihe: Der Osten – Entdecke wo du lebst, Erstsendung: 31. Mai 2022 bei MDR-Fernsehen, Inhaltsangabe von MDR, Internet-Video aufrufbar bis zum 30. Juli 2025. Mit Karina Fischer von der Schiffswerft Fischer, ab 9:39 Min. – 14:10 Min. und 41:41 Min. – 42:36 Min.